# Le Chant des Girondins
Le Chant des Girondins («Il canto dei Girondini») fu l'inno nazionale francese sotto la Seconda Repubblica dal 1848 al 1852.
Fu scritto per il dramma omonimo del romanzo di Dumas e Maquet Il cavaliere di Maison-Rouge, su musica composta da Alphonse Varney; il solo ritornello è tratto da una canzone de Rouget de Lisle (autore della Marsigliese) dal titolo Roland à Roncevaux (maggio 1792). Debuttò il 3 agosto 1847 al Théâtre Lyrique. Più o meno sessant'anni dopo la musica fu riusata per la canzone Gloire au 17e, scritta da Montéhus in onore dei soldati del 17º reggimento di fanteria francese che rifiutarono di sparare sui vignaioli rivoltosi della Linguadoca nel 1907.

## Testo
Par la voix du canon d’alarmes 

La France appelle ses enfants, 

– Allons dit le soldat, aux armes ! 

C’est ma mère, je la défends. 

Mourir pour la Patrie

Mourir pour la Patrie

C’est le sort le plus beau, le plus digne d’envie

C’est le sort le plus beau, le plus digne d’envie. 

Nous, amis, qui loin des batailles 

Succombons dans l’obscurité, 

Vouons du moins nos funérailles 

À la France, à la liberté.

Mourir pour la Patrie...

Frères, pour une cause sainte, 

Quand chacun de nous est martyr, 

Ne proférons pas une plainte, 

La France, un jour doit nous bénir.

Mourir pour la Patrie...

Du Créateur de la nature, 

Bénissons encore la bonté, 

Nous plaindre serait une injure, 

Nous mourons pour la liberté. 

Mourir pour la Patrie...